# 2019年9月气候罢课

9月20日参加抗议者按国家分布图。

2019年9月气候罢课，也称为全球未来周，是一系列要求采取行动应对氣候變遷国际罢课和抗议活动。罢工的主要日期包括9月20日（联合国气候峰会的三天前），以及9月27日 和9月20日至27日整周的全球范围内的全球气候罢课，在150个国家和地区的4500个地点进行。该活动是受瑞典气候活动家格蕾塔·图恩贝理启发而发起的针对气候的学校罢课运动的一部分。
9月20日的抗议活动很可能是世界历史上最大的气候罢课。全世界有超过400万人参加了罢课，其中包括140万德国罢课的参与者。约300000抗议者参加了澳大利亚的罢课，另外还有300000人参加了英国的抗议活动，而纽约的抗议者则约有250000人。来自40个国家和地区的2000多名科学家承诺支持罢课。

## 背景
这次罢课是学校气候变化罢工的第三次全球性罢课。2019年3月的第一次罢课有150多个国家的160万参与者。第二次会议定于2019年5月举行，正好与2019年欧洲议会选举同时举行， 由150个国家的1600个活动组成。 第三次全球罢课计划主要在9月20日至27日举行。它们被安排在联合国青年气候峰会（9月21日）和2019年联合国气候行动峰会（9月23日）前后举行 。9月27日也是1962年出版的寂静的春天发行的周年纪念日。